# Россільйоне
Россільйоне (італ. Rossiglione, ліг. Roscigion) — муніципалітет в Італії, у регіоні Лігурія,  метрополійне місто Генуя.
Россільйоне розташоване на відстані близько 430 км на північний захід від Рима, 28 км на північний захід від Генуї.
Населення — 2828 осіб (2014).
Щорічний фестиваль відбувається третьої неділі липня. Покровитель — San Giuseppe.

## Демографія
Населення за роками:

Станом на 1 січня 2023 року в муніципалітеті офіційно проживали 202 іноземці з 28 країн, серед них 50 громадян країн Євросоюзу та 1 громадянин України.

## Сусідні муніципалітети
- Бельфорте-Монферрато
- Бозіо
- Кампо-Лігуре
- Моларе
- Овада
- Тальйоло-Монферрато
- Тільєто